# Taiwan i olympiska vinterspelen 2010

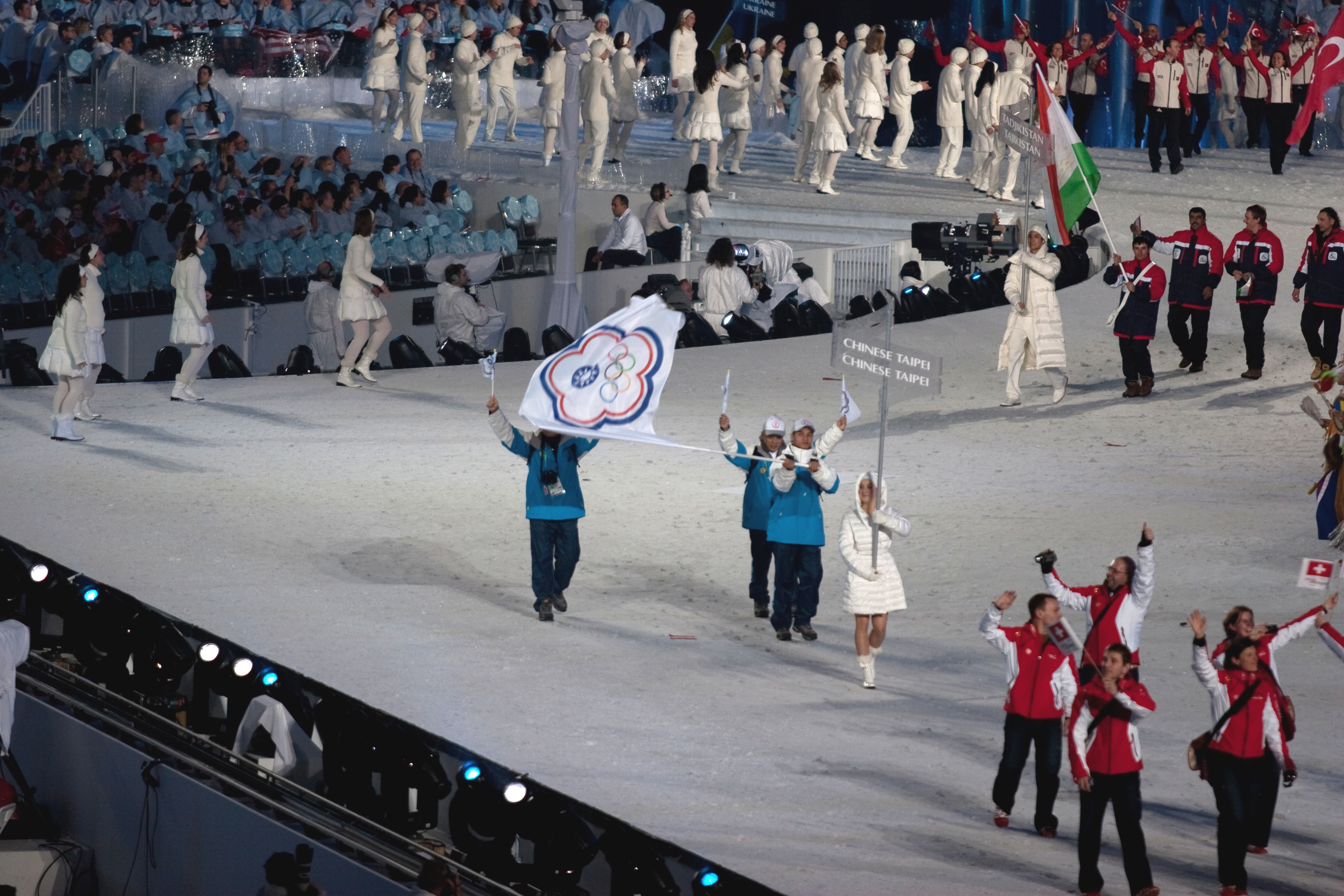
Taiwan vid öppningsceremonin

Taiwan deltog i olympiska vinterspelen 2010 under namnet Kinesiska Taipei efter en namnkonflikt med Kina.

## Uttagna till OS
| Namn         | Kön | Sport           | Placering |
| ------------ | --- | --------------- | --------- |
| Ma Chih-hung | H   | Rodel (1 aktiv) | 34        |